# Forte de São Miguel o Anjo (Velas)

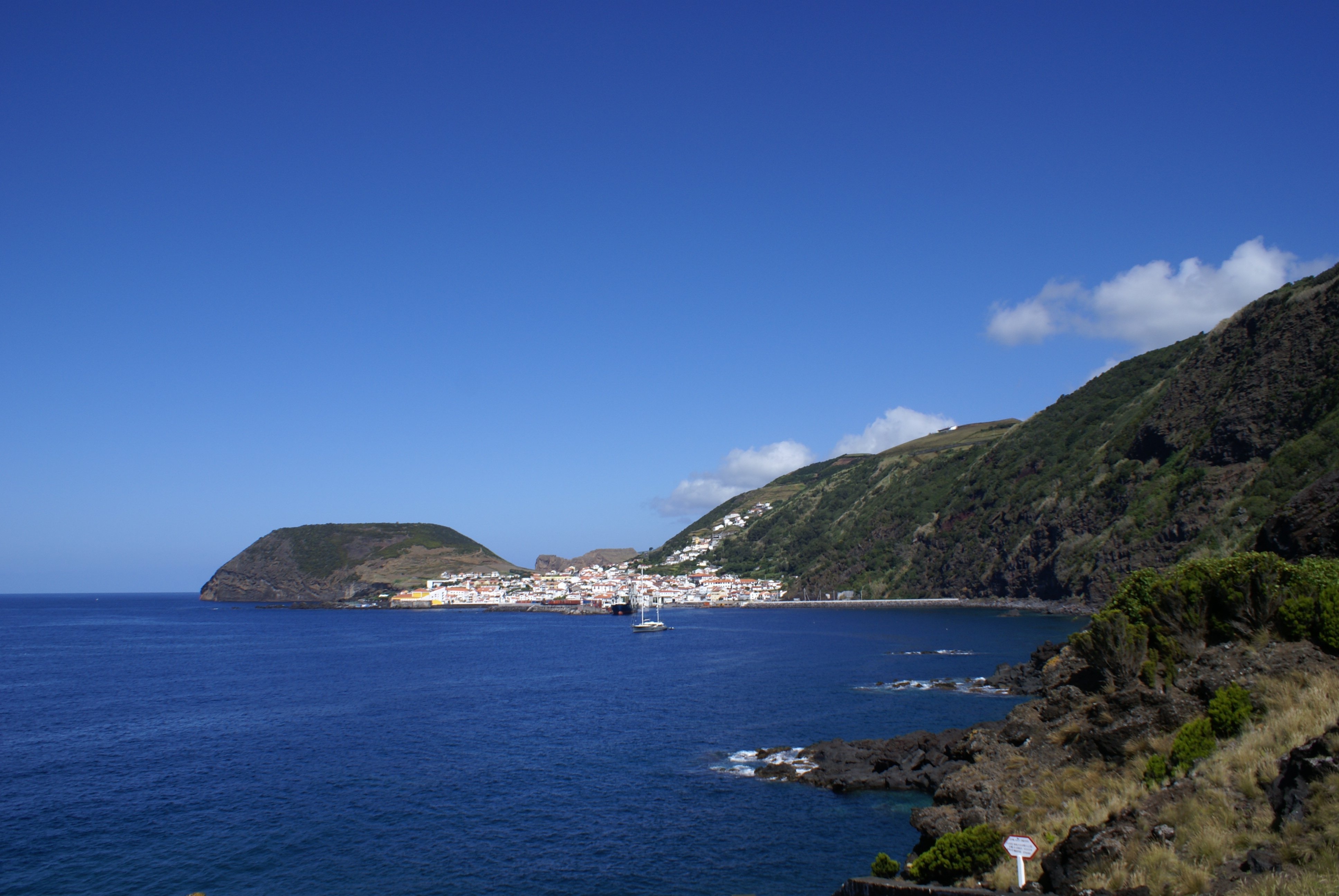
Ponta da Queimada, Velas: vista panorâmica.

O Forte de São Miguel o Anjo, também referido como Forte da ponta da Queimada, localizava-se na ponta da Queimada, no lugar de Nossa Senhora do Pilar, na Queimada, freguesia de Santo Amaro, concelho de Velas, na costa sul da ilha de São Jorge, nos Açores.
Em posição dominante sobre este trecho do litoral, constituiu-se em uma fortificação destinada à defesa deste ancoradouro contra os ataques de piratas e corsários, outrora frequentes nesta região do oceano Atlântico.

## História
Acredita-se que tenha sido erguido em 1699 ou posteriormente, em 1708, já no contexto da Guerra de Sucessão Espanhola (1702-1714). Encontra-se referido como "O Forte de S. Miguel o Anjo da ponta da queimada." na relação "Fortificações nos Açores existentes em 1710".
SOUSA (1995), em 1822, ao descrever o porto de Velas refere: "(...) entre as pontas da Queimada a leste, onde há um castelo de 14 peças, (...).".
A "Relação" do marechal de campo Barão de Bastos em 1862 refere-o como "Forte da Queimada" e informa que se encontrava em grande ruína e abandonado desde longos anos.
O Tombo de 1883 encontrou-o em ruínas.
No contexto da Segunda Guerra Mundial, em 1941 o imóvel foi entregue ao Ministério das Finanças. À época conservava ainda duas canhoneiras na face oeste e vestígios de duas casas, dos quais subsistem vestígios.

## Características
Fortificação do tipo abaluartado, apresentava planta no formato de um polígono irregular com seis lados, em alvenaria de pedra de basalto e tufo vulcânico. Em seu interior erguiam-se as casas de serviço.